# کمیته المپیک مکزیک
کمیته المپیک مکزیک (انگلیسی: Mexican Olympic Committee) یک سازمان ورزشی است که نماینده کشور مکزیک در کمیته بین‌المللی المپیک می‌باشد.
این سازمان که در سال ۱۹۲۳ تأسیس شده مسئول آماده‌سازی و اعزام ورزشکاران به بازی‌های المپیک، بازی‌های المپیک جوانان و بازی‌های پان امریکن است.